# Михейково (Кардымовский район)
Михейково — деревня в Кардымовском районе Смоленской области России. Входит в состав Каменского сельского поселения. По состоянию на 2007 год постоянного населения не имеет. 
Расположена в центральной части области в 9 км к северо-западу от Кардымова, в 9 км южнее автодороги М1 «Беларусь», на берегу реки Малый Вопец. В 11 км юго-восточнее деревни расположена железнодорожная станция Кардымово на линии Москва — Минск.

## История
В годы Великой Отечественной войны деревня была оккупирована гитлеровскими войсками в августе 1941 года, освобождена в сентябре 1943 года.